# 托马斯·比维斯·安东
托马斯·萨尔瓦多·比维斯·安东（西班牙語：Tomás Salvador Vives Antón，1939年1月5日—2022年7月10日），西班牙法官，曾任西班牙宪法法院副院长。

## 生平
1939年生于埃尔切，毕业于马德里康普顿斯大学法学专业，1973年在巴伦西亚大学获得法学博士学位。1978年受聘为阿利坎特大学法学院刑法学副教授，1985年升任教授。1990年至1995年，担任司法权总委员会成员。2001年至2004年，担任西班牙宪法法院副院长。任期结束后回到巴伦西亚大学重新担任教授，退休后成为名誉教授。2017年获圣地亚哥-德孔波斯特拉大学名誉博士学位。2022年7月10日逝世。